# CIEXYZ

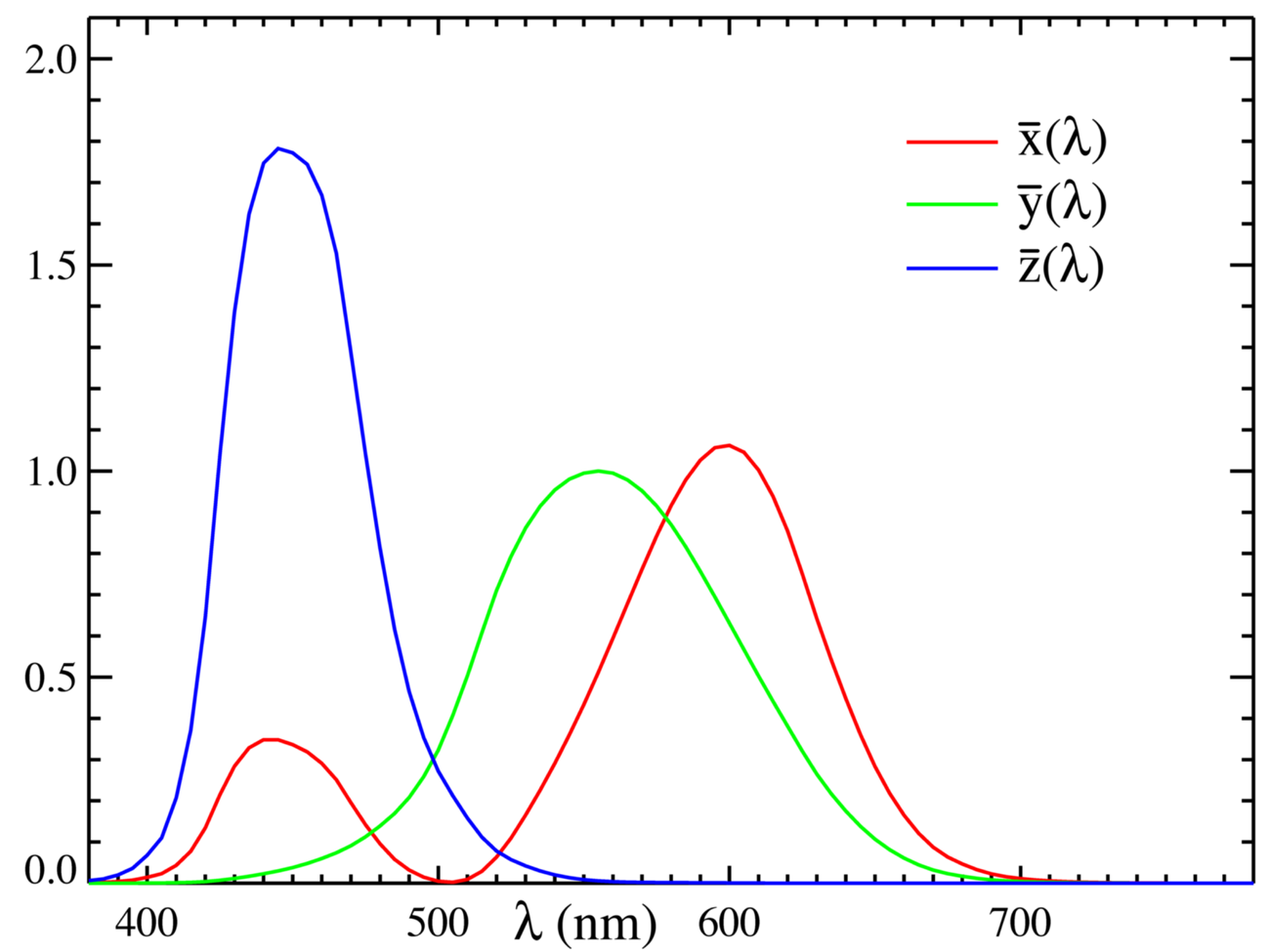
Trójchromatyczne składowe widmowe

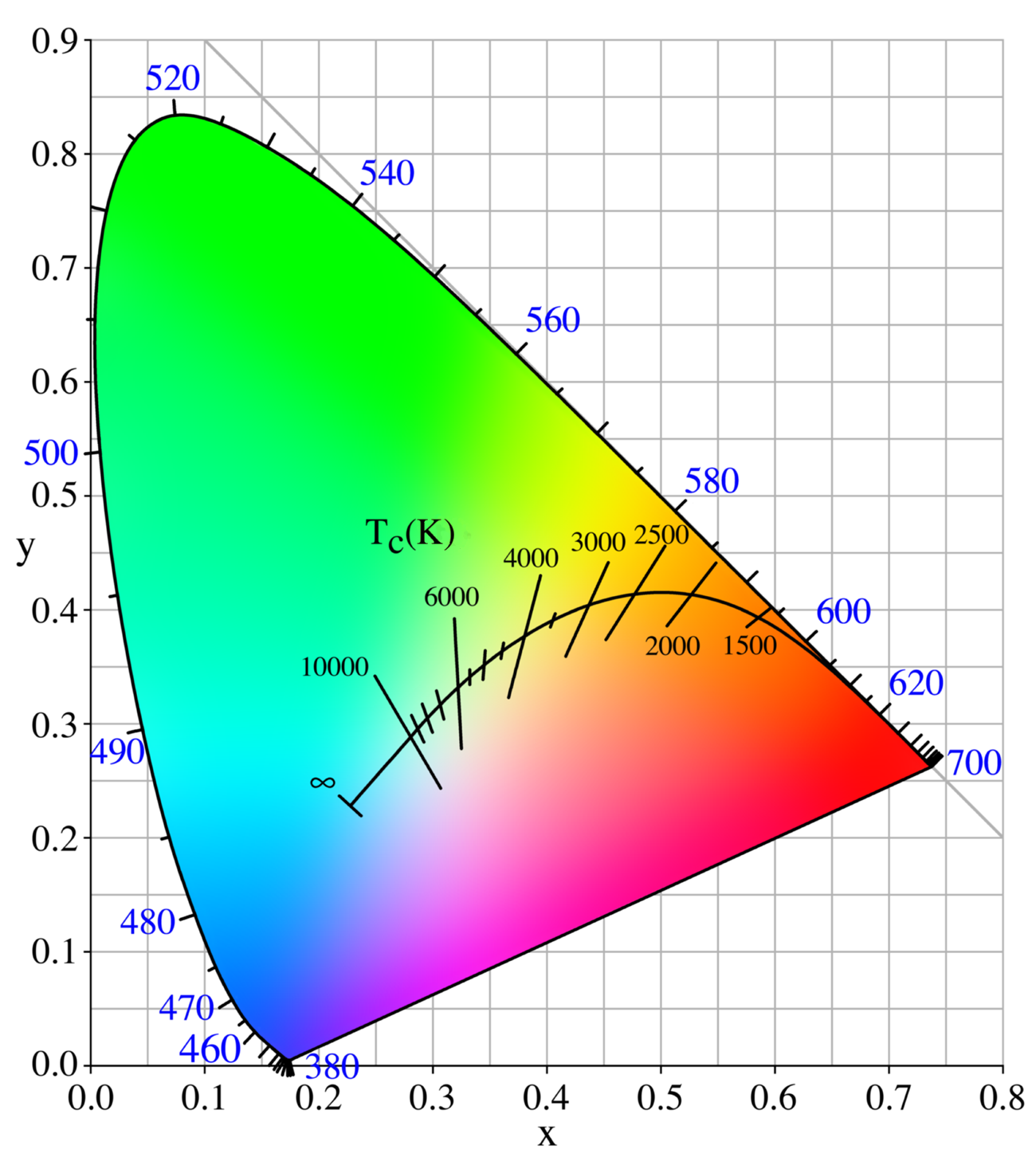
Rys. poglądowy: wykres chromatyczności, tzw. trójkąt barw

CIEXYZ, zwana też CIE XYZ lub CIE1931 – przestrzeń barw stworzona w 1931 r. przez Międzynarodową Komisję Oświetleniową (CIE, „Comission Internationale de l'Eclairage”). Przyjmuje się ją jako standard i punkt odniesienia do innych przestrzeni barw utworzonych przez tę komisję (zob. CIELUV, CIELab). Litery CIE przed XYZ to skrót nazwy Komisji. CIE XYZ jest specjalną paletą barw skonstruowaną przede wszystkim pod kątem postrzegania barw przez ludzkie oko (fotoreceptory).
Barwę w sposób jednoznaczny opisuje się we współrzędnych trójchromatycznych X, Y, Z, przy czym współrzędne te zależne są od składowych, zwanych również względnymi sprawnościami wizualnymi czopków. Te trzy współrzędne trójchromatyczne odpowiadają procentowemu udziałowi trzech podstawowych barw R (czerwonej), G (zielonej) i B (niebieskiej).
CIE XYZ jest opisem trójwymiarowym. Również w 1931 r., żeby umożliwić opis w dwóch wymiarach, wprowadzono przestrzeń barw CIE xyY, która przelicza składowe barw X, Y, Z na współrzędne trójchromatyczne x, y, Y, gdzie x i y określają chromatyczność, a Y – jasność.
Współrzędne te, nakładając się, odwzorowywane są w przestrzeni barw przedstawionej za pomocą wykresu chromatyczności jako tzw. trójkąt barw: obszar zamknięty dwiema liniami – krzywą i prostą.
Kolejne prace nad zagadnieniem postrzegania różnicy barw Writhta (1941), MacAdama (1942), Stilesa (1946) doprowadziły do zagadnienia równomierności przestrzeni barw. Jeśli w przestrzeni CIE XYZ wyznaczy się obszary różnicy percepcyjnej barw, wówczas powstaną elipsoidy różnej wielkości (elipsoidy MacAdama): w obszarze barw zielonych o stosunkowo dużej średnicy, w obszarze barw niebieskich o stosunkowo małej średnicy. Oznacza to, że dwa punkty w przestrzeni CIEXYZ w przypadku barw zielonych mogą określać barwy, pomiędzy którymi ludzkie oko nie dostrzega różnicy barw (czyli jest to subiektywnie jedna barwa), natomiast dwa punkty tak samo oddalone w przestrzeni barw CIEXYZ w obrębie barw niebieskich (zimnych) mogą być odebrane jako subiektywnie dwie różne barwy. Prace nad równomiernością przestrzeni barw doprowadziły do stworzenia przestrzeni CIELab i CIELUV.